# Daniela Crăsnaru

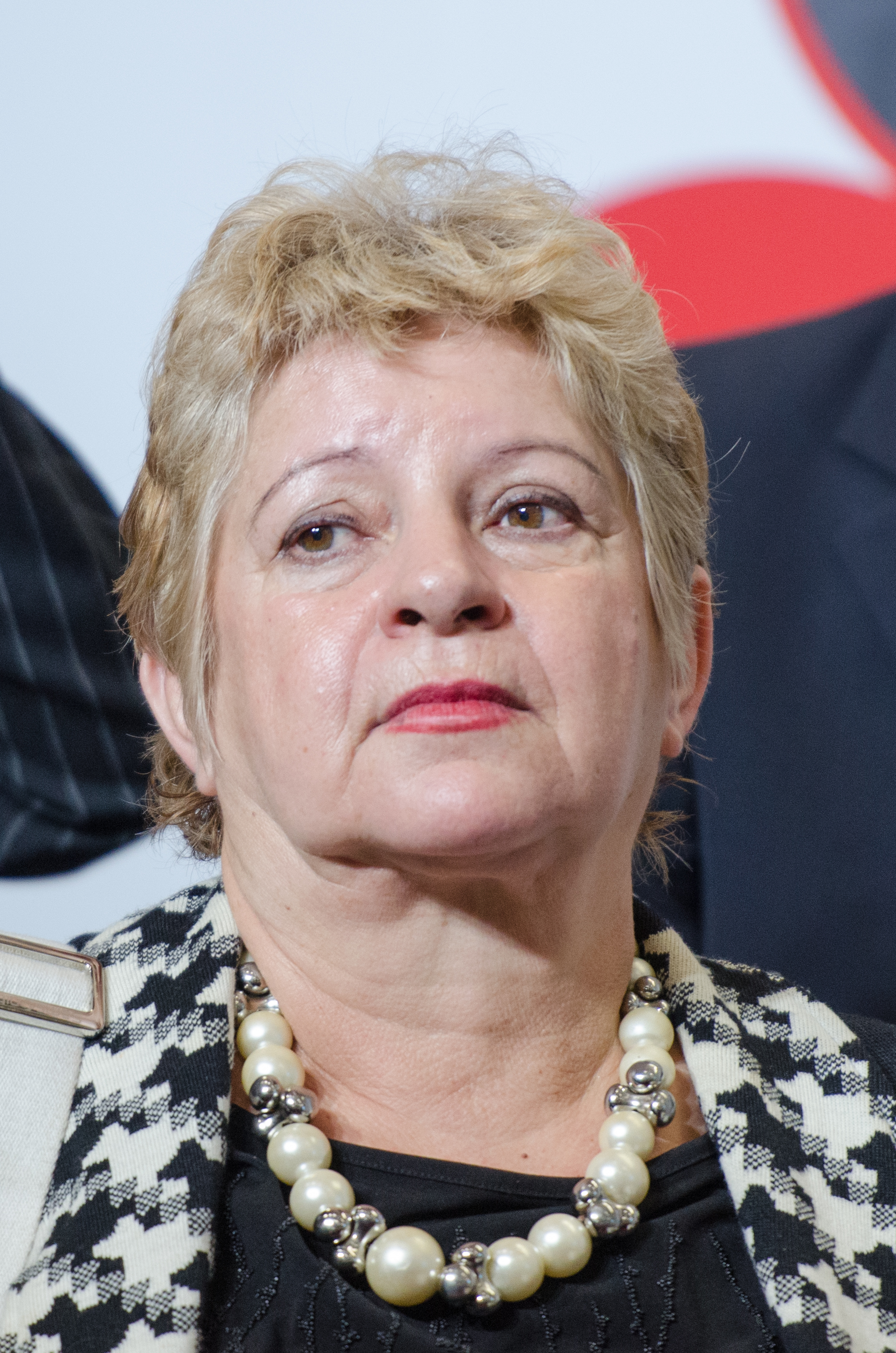
Daniela Crăsnaru

Daniela Crăsnaru, född 14 april 1950, är en rumänsk poet, vars poesi har blivit översatt till omkring 15 språk. Dikturvalet Letters from darkness blev nominerat till en av de tio bästa böckerna i Storbritannien 1991.
Hon har även skrivit kortprosa och barnböcker.
1994 belönades hon med Rockefellerstiftelsens litteraturpris, 2000 med The Academy of American Poets poesipris och 2003 med det Internationella Cartaginapriset.

## På svenska
- [Dikter]. I antologin Corespondenţe lirice: poezie contemporană română şi suedeză = Lyrisk brevväxling: nutida rumänsk och svensk poesi (översättning Dan Shafran) (Bucureşti: Editura Fundaţiei Culturale Române, 1997)
- Austerloo (urval & översättning Dan Shafran) (Ellerström, 2013)
- [Bidrag]. I antologin Skräpliv: rumänska berättelser (urval av Eva Leonte och Ingemar E. Nilsson, översättningar av Jeana Jarlsbo och Anna Hedman) (2244, 2013)